# Xyrichtys virens
Xyrichtys virens е вид лъчеперка от семейство Labridae. Видът е световно застрашен, със статут Уязвим.

## Разпространение
Разпространен е във Френска Полинезия.